# Az őrület torkában
Az őrület torkában (eredeti cím: In the Mouth of Madness) 1994-ben bemutatott amerikai misztikus horrorfilm. A forgatókönyvet Michael De Luca írta, a film rendezője és zeneszerzője John Carpenter. A főbb szerepekben Sam Neill, Julie Carmen, Jürgen Prochnow, David Warner és Charlton Heston látható. A film Carpenter Apokalipszis-trilógiájának harmadik, befejező része, A dolog (1982) és A sötétség fejedelme (1987) után.
A film H. P. Lovecraft műveinek állít emléket, maga a cím is egy utalás Lovecraft Az őrület hegyei című kisregényére. A New Line Cinema által forgalmazott horrorfilm vegyes kritikákat kapott, de az évek során kultuszfilmmé vált.

## Cselekmény
Egy nem részletezett globális válság közepette Dr. Wrenn meglátogatja John Trentet, egy elmegyógyintézet páciensét. Trent elmeséli neki a történetét:
Trent szabadúszó biztosítási nyomozó, együtt ebédel egy biztosítócég tulajdonosával, aki arra kéri, dolgozzon legnagyobb ügyfelének, a New York-i Arcane Publishing könyvkiadónak. A megbeszélés közben egy mutáns szemű baltás férfi megkérdezi tőle, olvasott-e a népszerű horrorszerző Sutter Cane-től. Ezután rátámad Trentre, de a kiérkező rendőrök agyonlövik az ámokfutót. A férfi Cane ügynöke volt, állítólag megőrült és kiirtotta a családját, miután elolvasta Cane egyik könyvét.  
Jackson Harglow, az Arcane igazgatója fogadja Trentet és megbízza az eltűnt Cane felkutatásával, valamint az író legutóbbi regényével kapcsolatos kéziratának visszaszerzésével. Cane szerkesztője, Linda Styles Trent társa lesz a nyomozásban. Styles elmagyarázza, hogy Cane írásai sok olvasójánál okoztak zavarodottságot, emlékezetkiesést és üldözési mániát. A szkeptikus Trent az író eltűnését ügyes marketingfogásnak véli. Trent Cane könyvein vörös vonalakat fedez fel, ezeket kivágva és összeillesztve egy New Hampshire-i helyszínre vezető térképet kap – a település, Hobb's End azonban csak Cane műveiben létezik.
Az éjszakai vezetés közben Styles bizarr jelenségeket tapasztal és az autójukkal reggelre megmagyarázhatatlan módon Hobb's Endbe érnek. A városka felfedezésekor Trent és Styles olyan személyekkel és épületekkel találkozik, melyek Cane műveiben fiktív elemként szerepelnek. Trent szerint az egészet csak megrendezték, ám Styles ezt tagadja. A nő ugyan elismeri, Cane elküldése reklámfogás volt az Arcane részéről (ám az író ezután nem is tért vissza), de az idő torzulása és Hobb's End pontos másának létezése nem volt a terv része.
Styles betér a helyi templomba kérdőre vonni Cane-t, az író felfedi előtte legújabb, Az őrület torkában című regényét. A könyv az őrületbe kergeti a nőt, Styles megöleli és megcsókolja a mutálódott Cane-t. Egy helyi férfi, aki korábban próbálta megfékezni Cane ördögi terveit, most egy bárban ülve javasolja Trentnek a város elhagyását, ezután végez magával. Odakint a szörnyszülött városlakók tömegbe verődve várják Trentet. Bár a férfi autójával elhajt, rejtélyes módon mindig visszajut a városközpontba. Egy karambol után Trent a templomban ébred Styles mellett, ahol Cane elmagyarázza: mivel a nyilvánosság hinni kezdett történeteiben, ez a hit felszabadított egy ősi fajt, melyet Ősöknek hívnak és vissza akarják szerezni maguknak a Földet. Cane azt is elárulja, Trent csupán az ő egyik regényalakja. A nyomozónak követnie kell a Cane által megírt történetet és visszajuttatnia Az őrület torkában kéziratát az Arcane-hoz, közelebb hozva ezzel az emberiség végzetét.
A kézirat átadása után Cane papírlapokként tépi szét önmagát és egy faajtót, portált nyitva Cane szörnyszülött mestereihez. Trent egy hosszú alagutat lát, mely Cane szerint visszavezeti őt az ő világába és sürgeti Stylest, tartson vele. A nő ezt nem teheti, mert már olvasta a teljes könyvet. Trent végigrohan az alagúton, nyomában a szörnyekkel. Hirtelen egy úton fekve találja magát, visszajutva a valóságba. New Yorkba utazása közben széttépi a kéziratot, az Arcane-nél pedig beszámol Harglownak a történtekről. Harglow tagadja Styles létezését: Trentet egyedül küldte Cane felkutatására és a kéziratot már hónapokkal korábban megkapta Trenttől. A könyv hét hete a boltokban van, a filmadaptációt pedig a következő hónapban mutatják be. Trent találkozik az új könyv egyik olvasójával, aki a mutálódott szemein át vérzik. Trent egy baltával megöli a fiút. A nyomozót letartóztatják és elmegyógyintézetbe küldik.
Miután Trent befejezi a mesélést, Dr. Wrenn ezt csak értelmetlen hallucinációnak véli. Másnap felébredve Trent üresen találja a feldúlt épületet. A rádióból értesül arról, hogy a világot szörnyek és mutáns emberek lepték el, az öngyilkosságok és a tömeggyilkosságok pedig mindennapossá váltak. Elmegy megnézni Az őrület torkában filmváltozatát és felfedezi, ő maga annak főszereplője. Korábbi tetteit a mozivásznon viszontlátva hisztérikus nevetésbe kezd.

## Szereplők
| Színész             | Szerep          | Magyar hang          |
| ------------------- | --------------- | -------------------- |
| Sam Neill           | John Trent      | Szabó Sipos Barnabás |
| Julie Carmen        | Linda Styles    | Kocsis Judit         |
| Jürgen Prochnow     | Sutter Cane     | Vass Gábor           |
| David Warner        | Dr. Wrenn       | Rosta Sándor         |
| John Glover         | Saperstein      | Juhász György        |
| Bernie Casey        | Robinson        | Hankó Attila         |
| Peter Jason         | Mr. Paul        | Kardos Gábor         |
| Charlton Heston     | Jackson Harglow | Makay Sándor         |
| Frances Bay         | Mrs. Pickman    | Kassai Ilona         |
| Wilhelm von Homburg | Simon           | Várkonyi András      |
| Hayden Christensen  | újságos fiú     | Simonyi Balázs       |

## Filmzene
A film zenéjét a rendező John Carpenter és Jim Lang szerezte és 1995-ben jelent meg  a DRG Records gondozásában.
| 1.    | In the Mouth of Madness (irta: Dave Davies, Carpenter, Lang) | 5:26 |
| 2.    | Robby's Office                                               | 2:28 |
| 3.    | Axe Man                                                      | 2:03 |
| 4.    | Bookstore Creep                                              | 0:50 |
| 5.    | The Alley Nightmare                                          | 0:58 |
| 6.    | Trent Makes the Map                                          | 2:12 |
| 7.    | A Boy and His Bike                                           | 3:05 |
| 8.    | Don't Look Down                                              | 1:14 |
| 9.    | Hobb's End                                                   | 2:16 |
| 10.   | Pickman Hotel                                                | 1:10 |
| 11.   | The Picture Changes                                          | 2:18 |
| 12.   | The Black Church                                             | 4:49 |
| 13.   | You're Wrong, Trent                                          | 1:41 |
| 14.   | Mommy's Day                                                  | 3:04 |
| 15.   | Do You Like My Ending?                                       | 2:03 |
| 16.   | I'm Losing Me                                                | 3:07 |
| 17.   | Main Street                                                  | 4:36 |
| 18.   | Hobb's End Escape                                            | 2:22 |
| 19.   | The Portal Opens                                             | 3:06 |
| 20.   | The Old Ones Return                                          | 2:28 |
| 21.   | The Book Comes Back                                          | 4:02 |
| 22.   | Madness Outside                                              | 0:32 |
| 23.   | Just a Bedtime Story                                         | 3:44 |
| 59:34 |                                                              |      |

## Fordítás
- Ez a szócikk részben vagy egészben  az   In the Mouth of Madness című angol Wikipédia-szócikk ezen változatának fordításán alapul.  Az eredeti cikk szerkesztőit annak laptörténete sorolja fel. Ez a jelzés csupán a megfogalmazás eredetét és a szerzői jogokat jelzi, nem szolgál a cikkben szereplő információk forrásmegjelöléseként.